# マッキントシュ郡 (ジョージア州)
マッキントシュ郡（マッキントシュぐん、英: McIntosh County）は、アメリカ合衆国ジョージア州の南東部、大西洋岸に位置する郡である。2010年国勢調査での人口は14,333人であり、2000年の10,847人から32.1%増加した。郡庁所在地はダリエン市（人口1,975人）であり、同郡で人口最大の都市でもある。
マッキントシュ郡はグリン郡、ブラントリー郡と共にブランズウィック大都市圏を構成している。

## 歴史
マッキントシュ郡は1793年にリバティ郡から分離して設立された。郡名は大陸軍の将軍だったラクラン・マッキントシュなど著名な一族マッキントシュ家に因んで名付けられた。ダリエンでの一族の歴史は1736年まで遡ることができる。

## 地理
アメリカ合衆国国勢調査局に拠れば、郡域全面積は574.53平方マイル (1,488.0 km2)であり、このうち陸地433.45平方マイル (1,122.6 km2)、水域は141.08平方マイル (365.4 km2)で水域率は24.56%である。

### 主要高規格道路

#### 州間高速道路
- 州間高速道路95号線

#### アメリカ国道
- アメリカ国道17号線

#### ジョージア州道
- ジョージア州道25号線
- ジョージア州道57号線
- ジョージア州道99号線
- ジョージア州道131号線（廃線）
- ジョージア州道251号線
- ジョージア州道405号線

### 交通信号
マッキントシュ郡は郡域に1つも交通信号が無い唯一の郡である。ただし、点滅信号ならば2つある。1つはダリエン市のアメリカ国道17号線と第1通りの交差点であり、もう1つはユーロニアの国道17号線とジョージア州道99号線の全一時停止交差点である。ダリエン市では近年交通量が増加しているので、州道251号線と国道17号線の交差点、および州間高速道路出口ランプと州道251号線の交差点に、信号を設ける検討がされてきた。しかし、今後具体的に信号機を設ける計画はまだできていない。

### 隣接する郡
- リバティ郡 - 北
- グリン郡 - 南
- ウェイン郡 - 西
- ロング郡 - 北西

### 国立保護地域
- ブラックベアード島国立野生生物保護区
- ハリスネック国立野生生物保護区
- ウルフ島国立野生生物保護区

## 人口動態
以下は2000年の国勢調査による人口統計データである。
| 基礎データ - 人口: 14,333人 - 世帯数: 4,202 世帯 - 家族数: 3,012 家族 - 人口密度: 10人/km2（25人/mi2） - 住居数: 5,735軒 - 住居密度: 5軒/km2（13軒/mi2） 人種別人口構成 - 白人: 61.34% - アフリカン・アメリカン: 36.81% - ネイティブ・アメリカン: 0.38% - アジア人: 0.30% - 太平洋諸島系: 0.04% - その他の人種: 0.27% - 混血: 0.87% - ヒスパニック・ラテン系: 0.91% | 年齢別人口構成 - 18歳未満: 28.0% - 18-24歳: 7.2% - 25-44歳: 26.9% - 45-64歳: 26.1% - 65歳以上: 11.8% - 年齢の中央値: 37歳 - 性比（女性100人あたり男性の人口） - 総人口: 98.0 - 18歳以上: 91.9 世帯と家族（対世帯数） - 18歳未満の子供がいる: 31.0% - 結婚・同居している夫婦: 52.2% - 未婚・離婚・死別女性が世帯主: 14.7% - 非家族世帯: 28.3% - 単身世帯: 24.2% - 65歳以上の老人1人暮らし: 8.8% - 平均構成人数 - 世帯: 2.54人 - 家族: 3.00人 | 収入と家計 - 収入の中央値 - 世帯: 30,102米ドル - 家族: 34,363米ドル - 性別 - 男性: 29,782米ドル - 女性: 19,598米ドル - 人口1人あたり収入: 14,253米ドル - 貧困線以下 - 対人口: 18.7% - 対家族数: 15.7% - 18歳未満: 24.1% - 65歳以上: 16.9% |

## 都市と町

### 法人化自治体
- ダリエン - 郡庁所在地

### 未編入の町
- クレセント
- ユーロニア
- タウンゼンド
- バローナ

## 島
- サピロ島

## 公民権
マッキントシュ郡は黒人人口が多いにも拘わらず、その政治は連邦政府の公民権法が成立してから10年以上経った1970年代に入っても白人が支配し続けた。1975年9月、全米黒人地位向上協会の地元メンバーのためにジョージア州法的サービスプログラムが、アメリカ合衆国地区裁判所に訴訟を起こし、女性と黒人はマッキントシュ郡教育委員会の委員を指名する大陪審から体系的に排除されていると訴えた。翌年5月、原告と郡役人は無作為に陪審員を選別することで合意に達した。
1977年全米黒人地位向上協会はマッキントシュ郡とダリエン市に対して別の訴訟を起こし、郡政委員と市政委員の選挙区割が不適切であると訴えた。郡が妥協し、黒人多数の地区を含むように選挙区境界線を引き直すことに合意した。全米黒人地位向上協会はダリエン市に対しては敗訴したが、その判決は1979年にアメリカ合衆国第5巡回控訴裁判所で撤回され差し戻された。
メリッサ・フェイ・グリーンが著した『Praying for Sheetrock: A Work of Nonfiction』 (ISBN 0-201-55048-2) では、マッキントシュ郡での公民権運動を取り巻く出来事を物語っており、特に白人保安官トマス・H・ポペルの死亡と、1978年に黒人人権活動家サーネル・アルストンが市政委員に選ばれたことを記している。

## 著名な出身者
- マッキントシュ郡シャウターズ[4]、ユーロニアの町を本拠にするガラのパフォーマンス集団、アフリカの先祖から世代を経て引き継がれてきたリングシャウトを行う。これは手と足を打楽器として使い、歌い、詠唱しながら反時計回りに動き回るものである
- アーサー・コンリー（1946年1月4日-2003年11月17日）、ソウルシンガー